# 多幸感
多幸感（たこうかん、英: euphoria）、ユーフォリアとは、非常に強い幸福感、ウェルビーイングのことである。 特定の自然報酬、有酸素運動、笑い、音楽の聴取、作曲、ダンスなどの社会的活動は、多幸感を引き起こしうる。
愛情による至福感や、競技で勝利したときの陶酔感、オーガズムは、多幸感の例である。 また、多幸感は宗教的儀式や瞑想によっても生じうる。 特定の薬物の副作用として生じる場合もあり、また、精神や神経の疾患によって生じる場合もある。 高齢者が自然と感じるようになる幸福感も多幸感の一種とされる（老年的超越）。
脳内で、快楽などを司るA10神経のシナプス間に、幸福感を司る神経伝達物質であるドーパミンが、大量に放出されている状態とされる。
娯楽的な薬物使用とは、活力や、多幸感や喜びを生じさせるという目的での薬物の使用を描写する、医学的でない用語である。すべての薬物が薬物依存症を引き起こすわけではなく、薬物が引き起こす喜びは、急性の作用（ラッシュ）と、続く多幸感から成り立ち、依存へとつながる精神的な動因がもたらされる。多くは乱用薬物として規制されている。

## 種別
精神賦活薬、自然報酬、社会的活動など、さまざまな種類の刺激が多幸感を引き起こしうる。単極性躁病または双極性障害などの感情障害は、多幸感の症状を伴うことがある。

### 運動による
継続的な身体運動、特に有酸素運動は多幸感を引き起こしうる。たとえばマラソンはしばしば「ランナーズハイ」に関連付けられ、これは運動によって多幸感が顕著となった状態である。 運動は側坐核のドーパミン信号伝達に影響を及ぼし、その結果、3つの神経化学物質生合成が増加することで、幸福感を生み出すことが知られている。それはアナンダミド（エンドカンナビノイド）β-エンドルフィン（内因性オピオイド）、フェネチルアミン（微量アミンとアンフェタミンアナログ）と特定されている。

### 音楽による
多幸感は、音楽に合わせて踊ったり、音楽を作曲したり、感情を刺激する音楽を聴いたりすることで発生する神経イメージング研究によって、音楽による多幸感の発生は、報酬系が中心的な役割を果たしていることが実証されている。

### 性交による
一部の人々により、性交のさまざまなステージにおいて多幸感が誘発されると説明されることもある。さまざまなアナリストは、交尾の全行為、オルガスムに至る瞬間、またはオルガスム自体を、人間の快楽または多幸感の頂点と表現している。

### 断食による
断食をすることは、気分、ウェルビーイング、そして時には多幸感の改善に関連する。様々なメカニズムが提案されており、うつ病の治療における適用可能性が検討されている。

### 薬物による
オピオイドは、モルヒネ、ヘロイン、コデインなどを含む鎮痛麻薬を指す厳密な用語で、これらは鎮痛作用を超える作用として、鎮静、強い多幸感、呼吸抑制、便秘などの作用がある。
テトラヒドロカンナビノール (THC)  大麻に含まれる成分で、多幸感、不安の緩和、鎮静、眠気を生じさせる。ドロナビノール（マリノール）やナビキシモルス（サティベックス）のような、大麻をもとにした医薬品は、副作用として（薬として目的とする作用ではないので）多幸感を生じさせる。合成カンナビノイドは、大麻の多幸感を模倣する作用を持つ。
メチレンジオキシメタンフェタミン (MDMA)の急性作用は、健康な感覚、多幸感、他者への開放性（共感）が増加することである。
ケタミンの多幸感は急速に生じ、それは量に伴って高くなる。最初のラッシュでの忘我的な多幸感は数分で生じる。
γ-ヒドロキシ酪酸 (GHB) の娯楽的使用者は、副作用としてリビドーと多幸感を生じさせる。パーティでの使用は多く多幸感や社交性を求めて使用され、少数では多幸感に加え睡眠の強化や性的な目的で使用し、頻繁な使用者は依存症と関連して睡眠を誘導したり離脱症状を緩和するために使用する。
ほか（未詳細）
- コカイン
- シンナー
- ステロイドホルモン（医薬品）